# المعنى (فلسفة اللغة)
ناقش بعض الفلاسفة مثل أرسطو وأوغسطينوس وتوما الأكويني طبيعة المعنى وتعريفه وعناصره وأنواعه ضمن إطار فلسفة اللغة. يرى هؤلاء الفلاسفة أنّ «المعنى متمثّل في العلاقة بين نوعين من الأشياء: العلامات والأشياء التي تعنيها (تنويها أو تعبّر عنها أو ترمز إليها)». يسفر مصطلح واحد في علاقة المعنى بالضرورة عن تبادر شيء آخر إلى الذهن. بمعنى آخر: «تُعرّف العلامة بصفتها كيان يشير إلى كيان آخر لعنصر معيّن لتحقيق هدف ما». يقول أوغسطينوس أن العلامة «تكشف عن نفسها أمام الحواس، وتظهر شيئًا مخالفًا لنفسها أمام العقل».
تختلف أنواع المعاني وفقًا لأنواع الأشياء التي تمثّلها. وبالتحديد:
1. هناك بعض الأشياء في العالم التي يمكنها أن تحمل معنى.
2. هناك بعض الأشياء في العالم التي تُعتبر علامات دالّة على أشياء أخرى في العالم. وبالتالي، تُعتبر ذات معنى دائمًا (أي العلامات الطبيعية في العالم المادي والأفكار داخل العقل).
3. هناك بعض الأشياء التي تحمل معنى دائمًا بالضرورة، مثل الكلمات أو الرموز غير اللفظية الأخرى.

تؤكّد جميع الاستفسارات اللاحقة على بعض وجهات النظر المعيّنة في إطار (إيه. إيه. إيه) العام.
تندرج الجوانب المعاصرة الرئيسية للمعنى تحت عنوان التعريفات الجزئية التالية للمعنى:
- النظريات النفسية، المستنفذة بمفاهيم التفكير أو النية أو الفهم.
- النظريات المنطقية، المُتضمّنة مفاهيمًا مثل القصد أو المحتوى المعرفي أو الحاسة، إلى جانب الامتداد والإسناد والدلالة الحقيقية.
- الرسالة أو المحتوى أو المعلومات أو الاتصال.
- شروط الحقيقة.
- الاستخدام وتعليمات الاستخدام.
- القياس والتقدير أو النفاذ.

## الحقيقة والمعنى
فيما يلي تقييم للمعنى وفقًا لكل واحدةٍ من النظريات الواقعية الرئيسية الخمس للمعنى والحقيقة. أمّا مسألة الأساس المناسب لآلية النظر -الفردية أو المجتمعية- الملائمة في الكلمات والرموز والأفكار والمعتقدات لتشير إلى المعنى بشكل حقيقي، فيجري تناولها من خلال النظريات الواقعية الخمس الأكثر انتشارًا والمُدرجة أدناه. يتعمّق فرادى الباحثون في دراسة كلّ نظريةٍ من نظريات المعنى بعد تقييم نظريات الحقيقة ذات الصلة لها، إذ يدعمون كلّ واحدةٍ من نظريات الحقيقة والمعنى ذات الصلة.
يُبحث أيضًا في كل من النظريات الهجينة للمعنى والنظريات البديلة للمعنى والحقيقة، إذ تخضع هذه النظريات لتقييم آخر وفقًا لمزاياها الخصوصية والنسبية.

### النظريات الواقعية للمعنى

#### نظرية المطابقة
تؤكّد نظريات المطابقة على توافق المعتقدات الحقيقية وبيانات المعنى الحقيقية مع الحالة الفعلية الراهنة، وتضيف بأنه ينبغي على المعاني ذات الصلة أن تكون متوافقة مع هذه المعتقدات والبيانات. يشدّد هذا النوع من النظرية على وجود علاقة بين الأفكار أو العبارات من جهة، والأمور أو الأشياء من جهة أخرى. إنّها نموذج تقليدي تعود جذوره إلى الفلاسفة اليونانيين القدماء مثل سقراط وأفلاطون وأرسطو. تؤمن هذه الفئة من النظريات أن حقيقة أو كذب تمثيل ما محدّد مبدئيًا بآلية ارتباطه بالـ «الأمور» وفيما إذا كان وصفه لهذه «الأمور» دقيقًا. ومن الأمثلة على نظرية المطابقة بيان للفيلسوف/اللاهوتي في القرن الثالث عشر توما الأكويني: «الحقيقة هي معادلة [أو ملائمة] للأمور والفكر»، نسب الأكويني هذا البيان للفيلسوف في الأفلاطونية المحدثة إسحاق الإسرائيلي. أعاد الأكويني بيان النظرية على النحو التالي: «يُعتبر الحكم حقيقيًا عند توافقه مع الواقع الخارجي».
تتمحور نظرية المطابقة بشدّة حول الافتراض القائل بأن الحقيقة والمعنى متعلّقان بالنسخ الدقيق لما يُعرف بـ «الواقع الموضوعي» وتمثيله لاحقًا في الأفكار والكلمات والرموز الأخرى. صرّح العديد من المنظّرين الحديثين بأنّه لا يمكن تحقيق هذا المثل الأعلى دون تحليل بعض العوامل الإضافية. على سبيل المثال، تلعب اللغة دورًا في هذا الصدد، إذ تحوي جميع اللغات كلمات ممثّلة لمفاهيم غير محدّدة فعليًا في لغات أخرى. تُعتبر الكلمة الألمانية تسايت ڭايست (روح العصر) مثالًا على ذلك، إذ من الممكن للشخص الذي يتحدّث هذه اللغة أو يفهمها أن «يعرف» ما تعنيه هذه الكلمة، لكن عادةً ما تفشل أيّ ترجمة لهذه الكلمة في التعبير عن معناها الكامل بدقّة (تشمل هذه المشكلة العديد من الكلمات المجرّدة، وخصوصًا تلك المستمدّة من اللغات الإلصاقية). وبالتالي، تضيف بعض الكلمات وسيطًا إضافيًا لتكوين العبارات المنطقية الحقيقية الدقيقة. كان ألفريد تارسكي من بين الفلاسفة المتصدّين لهذه المشكلة.

#### نظرية الترابط
يتطلّب تقييم المعنى والحقيقة تناسبًا سليمًا للعناصر المشمولة في النظام الكلّي في نظريات الترابط عمومًا. وعلى الرغم من ذلك، يُعتبر التماسك في الكثير من الأحيان منطويًا على ما هو أكثر من الاتّساق المنطقي البسيط، إذ غالبًا ما يُطالب بتقديم المقترحات في نظام مترابط ما لدعم استنتاجي متبادل لبعضها البعض. ولذلك، يُعتبر كل من الاكتمال والشمولية الأساسيين بالنسبة لمجموعة من المفاهيم مثلًا عاملين حاسمين في الحكم على صحّة وفائدة نظام مترابط ما. يتجسّد المبدأ السائد لنظريات الترابط في الفكرة القائلة بأن الحقيقة خاصيّة تابعة لأنظمة كاملة من الاقتراحات في المقام الأول، إذ يُمكن عزوها إلى المقترحات الفردية وحسب طبقًا لترابطها مع الكل. يختلف المنظّرون حول المسألة المتمثّلة فيما إذا كان الترابط مستلزمًا للعديد من أنظمة التفكير الحقيقة أو نظامًا مطلقًا واحدًا، إذ تُعتبر هذه المسألة واحدةً من بين مجموعة من المنظورات التي تجسّد نظرية الترابط.
يُزعم أن بعضًا من الصيغ المختلفة لنظرية الترابط قادرة على وصف الخصائص الرئيسية والجوهرية للأنظمة الشكلية في المنطق والرياضيات. ومع ذلك، يرضى المفكّرون الشكليون عن التفكير في الأنظمة المستقلّة بشكل بديهي وأحيانًا الأنظمة المتناقضة بشكل متبادل جنبًا إلى جنب، الهندسات اللاإقليدية المختلفة. وعلى العموم، رُفضت نظريات الترابط لعدم وجود مبرر لتطبيقها على مجالات الحقيقة الأخرى، وخصوصًا فيما يتعلّق بالتأكيدات المرتبطة بالعالم الطبيعي، والبيانات التجريبية بشكل عام، والتأكيدات المرتبطة بالمسائل العملية لعلم النفس والمجتمع؛ وذلك عند استخدامها دون دعم من النظريات الرئيسية الأخرى للحقيقة بشكل خاص.